# Beechcraft T-6
Die Beechcraft T-6 Texan II, ursprünglich Raytheon T-6, ist ein leichtes Turbopropflugzeug des amerikanischen Herstellers Textron Aviation. Es wird zur primären Schulung und Ausbildung von militärischen Luftfahrzeugbesatzungen verwendet, da es ein ähnliches Flugverhalten wie ein leichter Jet besitzt.

## Geschichte
Die T-6 ist eine Weiterentwicklung der aus der Schweiz stammenden Pilatus PC-9. Das von Beechcraft überarbeitete Flugzeug erhielt in Anlehnung an die T-6 Texan die Bezeichnung Texan II. Sie wurde von Hawker Beechcraft, der ehemaligen Raytheon Aircraft, in Wichita gebaut. Anschließend fungierte die Beechcraft Corporation als Hersteller. Seit der Übernahme durch Textron wird die T-6 von Textron Aviation unter der Submarke Beechcraft angeboten.
Es wird von der US Air Force und der US Navy zur Grund- und Fortgeschrittenenausbildung im Joint Primary Aircraft Training System-Programm von Piloten, Navigatoren und Waffenoffizieren verwendet. Durch die gemeinsame Beschaffung nur eines Flugzeugtyps für die US-Luftwaffe und die US-Marine sollen Kosten eingespart werden. So löst es in den USA die veralteten T-37B Tweet und T-34C Turbo Mentor ab.
Die Pilotenausbildung ENJJPT einiger europäischer NATO-Staaten auf der US-Luftwaffenbasis Sheppard Air Force Base, findet seit Sommer 2008 auch mit diesem Trainingsflugzeug statt; so bildet auch die deutsche Luftwaffe ihre Flugschüler damit aus. Da der Hersteller die ENJJPT nicht als Kunde der T-6 aufführt, dürften diese der US Air Force zugehörig sein.

## Konstruktion
Das Flugzeug ist ein einmotoriger Tiefdecker mit einem Pratt & Whitney Canada PT6-Turbopropmotor und einem Hartzell-Vierblattpropeller. Die Maschine verfügt über ein einziehbares Fahrgestell. Die Sitze für den Flugschüler und den Ausbilder sind hintereinander angeordnet.

## Versionen

### T-6A

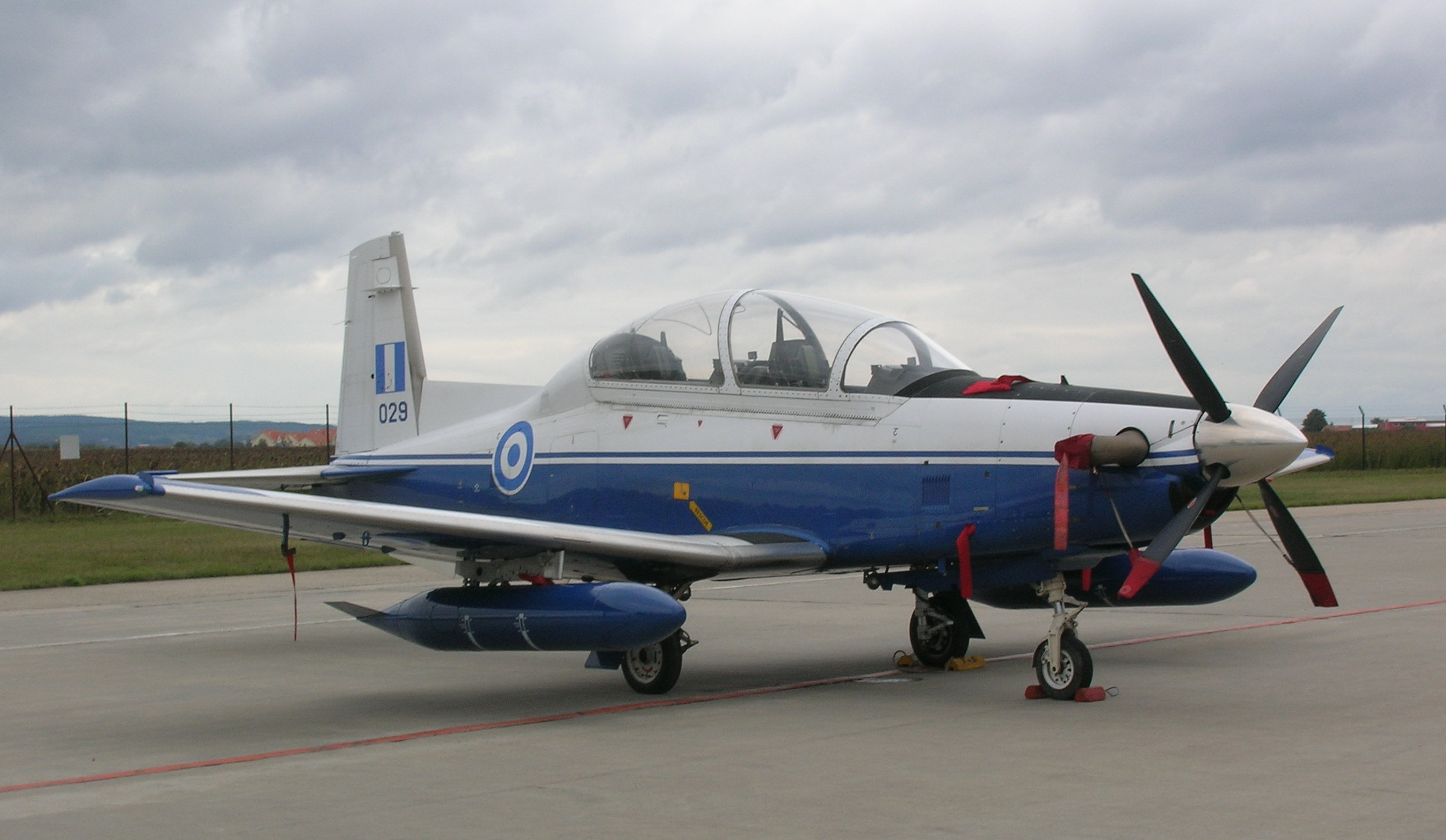
Griechische T-6 mit Zusatztanks

Im Dezember 2001 bestellte die US Air Force die erste Serie der Texan II. Die Auslieferung begann 2003. Bis zum 31. Juli 2009 hat sie die T-37 vollständig abgelöst. Parallel dazu ersetzt auch die Marine ihre T-34 durch das neue Modell.
Die Kosten für eine Texan II betragen ungefähr sechs Millionen US-Dollar. Ein Viertel der Kosten wird durch die von Martin-Baker entwickelten Schleudersitze verursacht. Da ab den 1990ern auch Frauen an Kampfeinsätzen teilnehmen dürfen, wurde es notwendig, die Schleudersitze auf deren durchschnittlich geringeres Gewicht und Größe anzupassen.

### T-6B
Die T-6B wird seit 2005 angeboten und verfügt über ein Glascockpit mit einem Head-up-Display, sechs Multifunction-Displays und einer HOTAS-Steuerung.
Die griechischen Versionen der T-6A und der T-6B können Waffen mitführen, darunter Bomben, Raketen und an den Tragflächen befestigte Geschütze. Die T-6B verfügt über zusätzliche Bordsysteme für die Kampfausbildung und kann daher auch als leichtes Kampfflugzeug eingesetzt werden.
Die US-Marine erhielt ihre ersten beiden Maschinen dieses Typs am 3. September 2009. Sie wurden an die Naval Air Force Station Whiting Field in Florida ausgeliefert. Insgesamt will die US Navy 260 T-6B beschaffen.

### T-6C

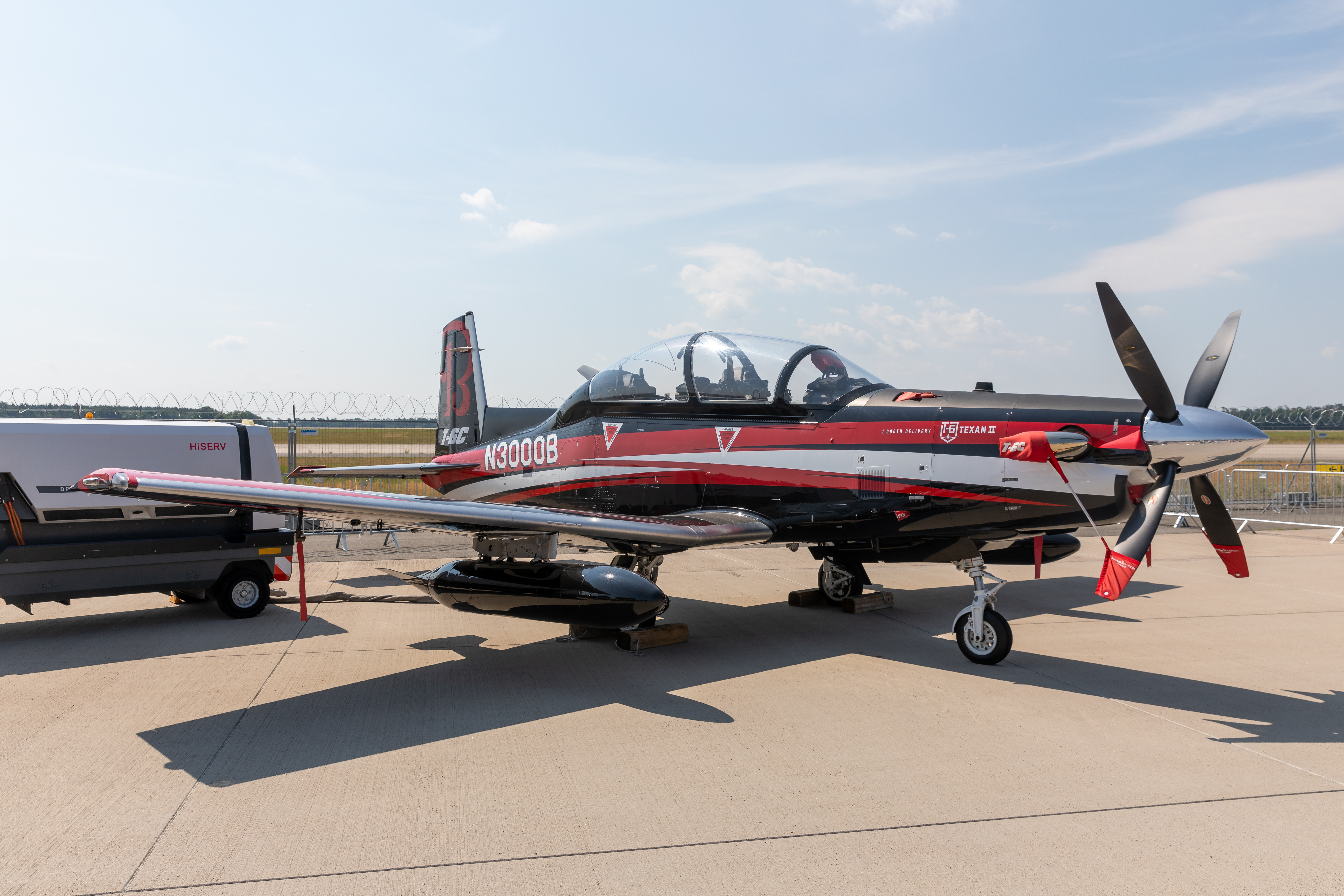
T-6C mit Zusatztanks unterm Flügel

Wie T-6B, aber mit Vorrichtungen unter dem Flügel für Zusatztanks.

### CT-156 Harvard II

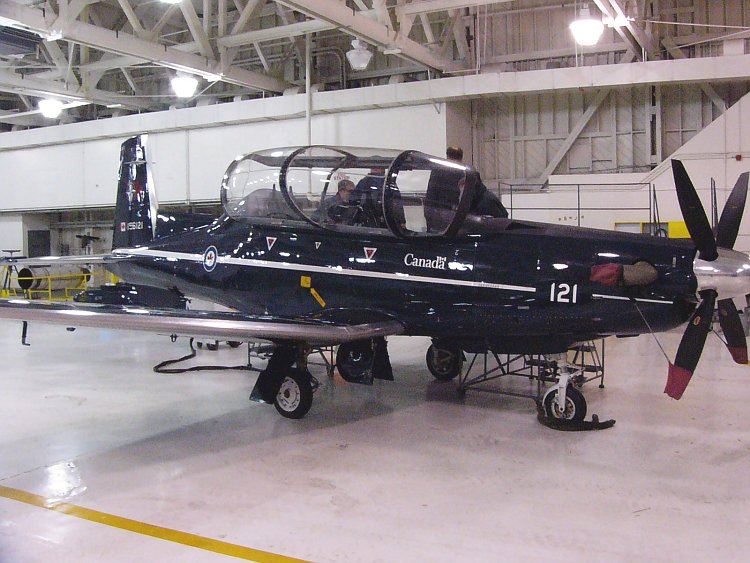
CT-156 Harvard II in CFB Moose Jaw, 2005

Vierundzwanzig CT-156 Harvard II wurden von Bombardier Aerospace für die NATO-Pilotenausbildung in Kanada gekauft und werden an die kanadischen Streitkräfte verleast. Das Cockpit und andere Einzelheiten entsprechen dem strahlgetriebenen Schulflugzeug CT-155 Hawk, das ebenfalls von der Kanadischen NATO Flugschule genutzt wird.

### AT-6
Die AT-6 „Coyote“ ist eine Version für die amerikanische Ausschreibung vom November 2009 für den Wettbewerb um ein leichtes Kampf- und Aufklärungsflugzeug (LAAR – Light Attack Armed Reconnaissance Aircraft, auch LAS – Light Air Support) der US-Luftwaffe. Die Maschine sollte nach ihrem Erstflug bis Anfang 2010 die grundlegenden Flugtests abgeschlossen habe. Es handelt sich um eine strukturell verstärkte Variante, die mit einem stärkeren PT6A-68D Triebwerk (820 kW) ausgestattet ist. Sie verfügt über ein Cockpit mit EFIS-Bildschirmen, HUD und HOTAS-Steuerung.
Ende November 2011 wurde die AT-6 jedoch von der USAF ohne Angabe von Gründen vom weiteren Wettbewerb ausgeschlossen. Hawker Beechcraft hat hiergegen beim US Government Accountability Office (GAO) Protest eingelegt.
Im November 2021 wurde als erster Exportvertrag überhaupt ein Vertrag mit der Königlich Thailändischen Luftwaffe im Wert von 143 Millionen US-Dollar geschlossen, der acht Flugzeuge, Bodenausrüstung, Ersatzteile, Schulungen und andere Ausrüstungen umfasst. Die Ausbildung von Wartungsfachleuten durch Textron Aviation Defense soll 2023 in Thailand beginnen, während die Pilotenausbildung 2024 in Wichita starten soll. Die Flugzeuge sollen 2024 geliefert werden.

## Militärische Nutzer

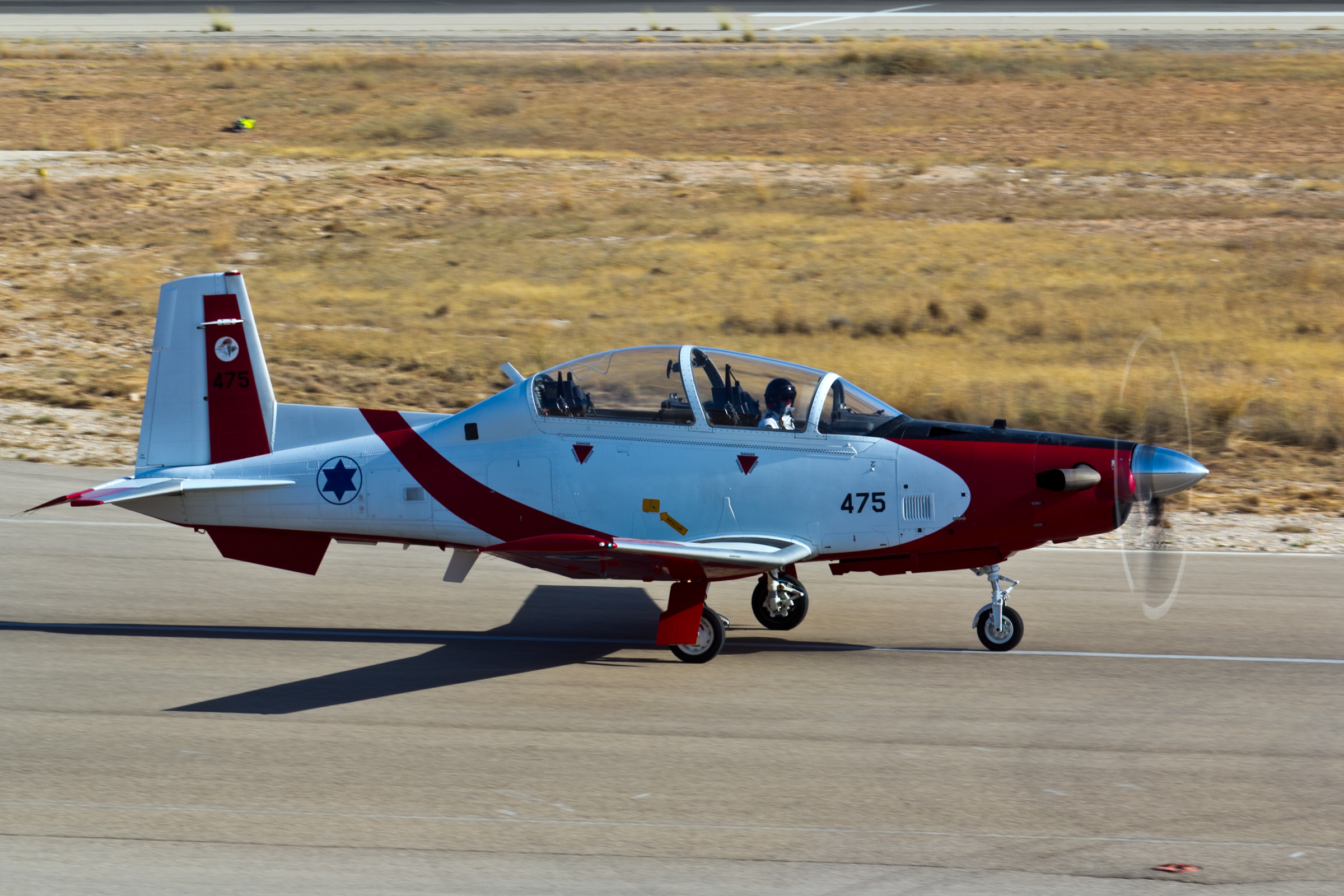
T-6 Texan II Efroni des IAF-Kunstflugteams und der IAF-Flugakademie

Argentinien
Fuerza Aérea Argentina: 12 T-6C+ (Zulauf seit September 2017)
 Griechenland
Griechische Luftstreitkräfte: 45, 25 T-6A, 20 T-6A NTA
 Irak
Irakische Luftwaffe: 39, 15 T-6A, 24 T-6C
 Israel
Israelische Luftstreitkräfte (IAF): 20 T-6A
 Japan
Luftselbstverteidigungsstreitkräfte: T-6A (Vertrag für 2025 erwartet)
 Kanada
Royal Canadian Air Force: 25 CT-156
 Kolumbien
Kolumbianische Luftwaffe: 24 T-6C (Zulauf seit Mai 2021)
 Marokko
Königlich Marokkanische Luftwaffe: 24 T-6C
 Mexiko
Fuerza Aérea Mexicana: 48 T-6C+ (Auslieferung 2012 bis 2017)
Armada de México (Fuerza AeroNaval): 2 T-6C+
 NATO
ENJJPT (u. a.  Deutschland): T-6A (Luftfahrzeuge führen US-amerikanische Hoheitszeichen, Stückzahl bei US Air Force enthalten)
 Neuseeland
Royal New Zealand Air Force: 11 T-6C+ (Auslieferung 2014/2015)
 Tunesien
Tunesische Luftstreitkräfte: 8 T-6C (Auslieferung ab 2022)
 Thailand
Royal Thai Air Force: 20, 12 T-6TH (T-6C), 8 AT-6TH (Auslieferungen 2022/23 und 2024)
 Vereinigtes Königreich
Royal Air Force: 14 T-6C (seit 2018)
 Vereinigte Staaten
US Air Force: 451, 449 T-6A (Bestand Ende 2015), 2 AT-6 Wolverine (zur Evaluierung eines Einsatzes als leichtes Erdkampfflugzeug)
US Army: 4 T-6D
US Navy: 295, 43 T-6A, 252 T-6B (im Zulauf)
 Vietnam
Vietnamesische Luftstreitkräfte: 12 T-6C (Auslieferung 2022 bis 2027)

## Technische Daten (T-6A)

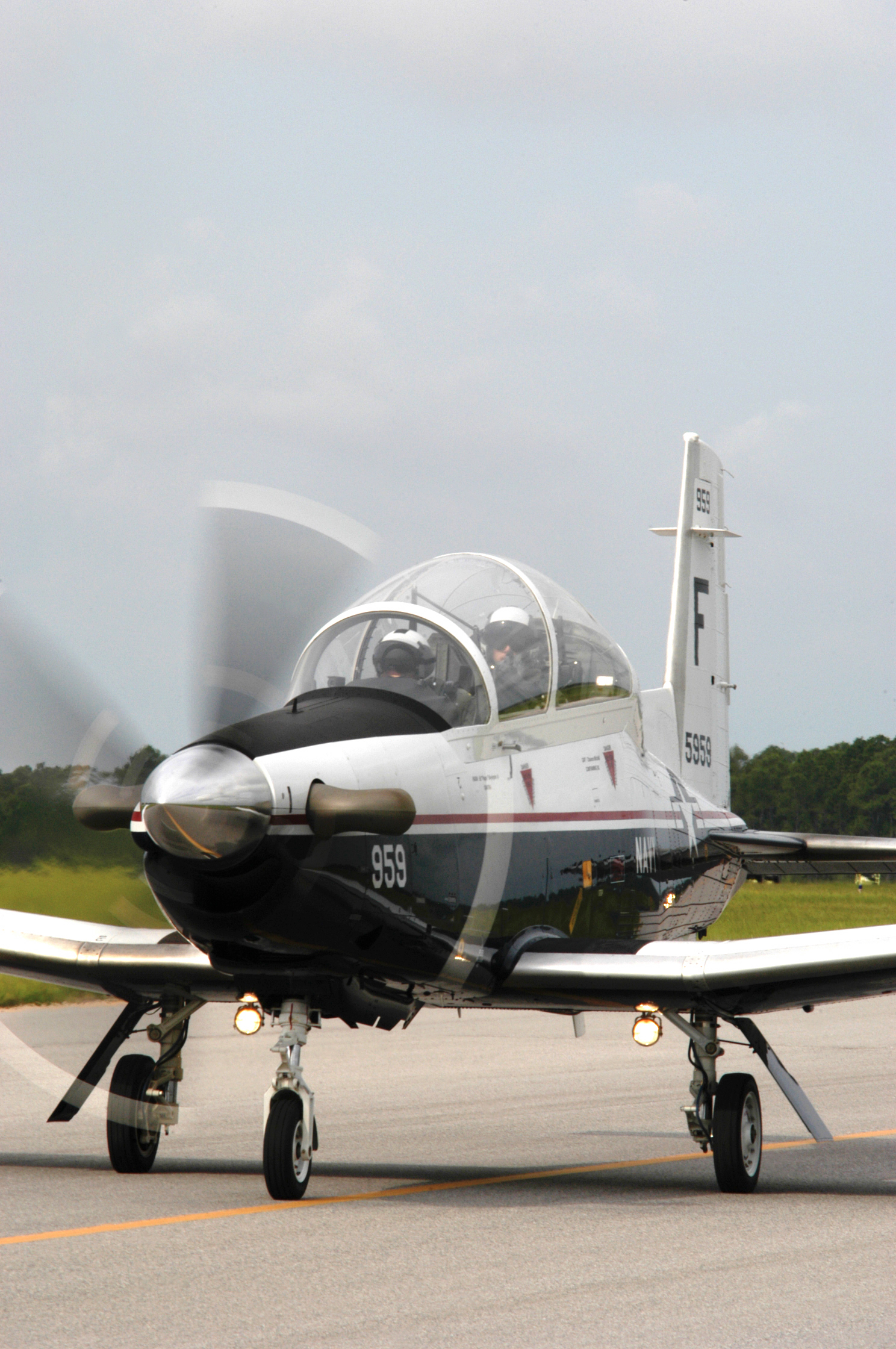
T-6A der VT-10 auf der Naval Air Station Pensacola

| Kenngröße             | Daten                                                             |
| --------------------- | ----------------------------------------------------------------- |
| Besatzung             | 1 + 1                                                             |
| Länge                 | 10,20 m                                                           |
| Spannweite            | 10,19 m                                                           |
| Höhe                  | 3,30 m                                                            |
| Leermasse             | 2.087 kg                                                          |
| Max. Startmasse       | 2.958 kg                                                          |
| Höchstgeschwindigkeit | 586 km/h (316 KIAS)                                               |
| Reisegeschwindigkeit  | 426 km/h                                                          |
| Dienstgipfelhöhe      | 10.670 m                                                          |
| Reichweite            | 1.700 km                                                          |
| Triebwerke            | 1× Pratt & Whitney Canada PT6A-68 Turboprop mit 820 kW (1.115 PS) |